# Virgen del Socorro (Valderas)
La Virgen del Socorro es la patrona de la villa de Valderas de la provincia de León en España. En su honor se celebran en la villa a lo largo del año dos fiestas patronales, el 8 de septiembre y el domingo de Pentecostés.

## Leyenda
Un soldado de los Tercios de Flandes se encontró en aquellas tierras un arca que contenía tres imágenes de la Virgen. Las trajo consigo a España y se las entregó en Valderas, en depósito, al padre carmelita Antonio Maldonado, hasta su posterior regreso. Pasado el tiempo, el padre abrió el arca, convencido de que el soldado no regresaría nunca más. Era el año 1613. Encontró dentro las tres imágenes iguales, todas de la advocación del Socorro. Dos de ellas fueron enviadas a la provincia de Cuenca a los conventos carmelitas de La Alberca y Valdeolivas y la tercera se quedó en Valderas. La tradición narra numerosos milagros a partir de ese momento y así se arraigó entre las gentes del pueblo una gran fe en la imagen y se la nombró patrona de la villa. Las fiestas ritos y ceremonias actuales datan de aquella fecha, avalados por documentos existentes. Se fundó también una cofradía.

## Fiestas patronales
- Onomástica de la Virgen, 8 de septiembre. Es una fiesta religiosa y popular. Comienza con una novena que al terminar da paso a una noche de verbena y fiesta. A la mañana siguiente continúan los actos religiosos y otras actividades sociales (baile, toros, verbena, tenderetes). Se hace también una procesión en que se pasea la imagen de la Virgen del Socorro en carroza, seguida de una banda de música, con el acompañamiento de cohetes.
- Domingo de Pentecostés, fiesta de rogativas para bendecir las cosechas. Ésta es una celebración exclusivamente religiosa. La ceremonia de la procesión tiene su origen en el siglo XVIII cuando en documento escrito se pide que sea sacada la imagen en rogativa para bendecir los campos y pedir la lluvia. Comienzan los actos festivos con una misa solemne. Después sale la procesión que recorre las calles hasta llegar a lo alto de Altafría donde se hace una parada para efectuar la bendición. Desciende después el cortejo por la ladera de Altafría y se adentra en las calles entre rezos y cohetes, hasta que finalmente regresa a su origen.